# Аспарух Луков
Аспарух Луков е български подпоручик, кмет на Стара Загора между юни 1938 г. и декември 1941 г.
През 1918 г. е работил в столичната дирекция на полицията.